# S.N.P.J., Pennsylvania
S.N.P.J. là một thị trấn thuộc quận Lawrence, tiểu bang Pennsylvania, Hoa Kỳ. Năm 2010, dân số của thị trấn này là 19 người.